# Anders Anundsen
Anders Anundsen (født 17. november 1975 i Stavern) er en norsk politiker for Fremskrittspartiet (Frp). Anundsen blev udnævnt til justitsminister i Erna Solbergs regering 16. oktober 2013. Han var minister - justis- og beredskapsminister - til 2016.
Han blev valgt ind i Stortinget fra Vestfold i 2005, efter at have været suppleant 1997-2001, og genvalgt ved stortingsvalgene i 2009 og 2013. Han har tidligere været formand for Fremskrittspartiets Ungdom (FpU).